# Seznam největších fotbalových stadionů v Česku podle kapacity
Následující tabulka řadí fotbalové stadiony na území Česka podle jejich kapacity k sezení. Pořadí je v prvním sloupci, ve druhém název stadionu, ve třetím město, čtvrtý značí tým zde hrající, v pátém je kapacita míst na sezení pro diváky, v šestém pak celková kapacita. Seznam je neúplný, obsahuje stadiony zejména prvoligových a druholigových mužstev.
Poslední aktualizace: 2. července 2023 (24. října 2024 – přejmenování stadionu v Hlučíně)

## Využívané stadiony
| Pořadí | Název stadionu                              | Město              | Mužstvo                            | Kapacita k sezení | Celková kapacita |
| ------ | ------------------------------------------- | ------------------ | ---------------------------------- | ----------------- | ---------------- |
| 1.     | Fortuna Aréna                               | Praha              | SK Slavia Praha                    | 19 370            | 20 232           |
| 2.     | Stadion Letná                               | Praha              | AC Sparta Praha                    | 18 349            | 18 349           |
| 3.     | Na Stínadlech                               | Teplice            | FK Teplice                         | 18 221            | 18 221           |
| 4.     | Městský stadion v Ostravě-Vítkovicích       | Ostrava            | FC Baník Ostrava                   | 15 123            | 15 123           |
| 5.     | Andrův stadion                              | Olomouc            | SK Sigma Olomouc                   | 12 541            | 12 541           |
| 6.     | Doosan Arena                                | Plzeň              | FC Viktoria Plzeň                  | 11 700            | 11 700           |
| 7.     | Městský fotbalový stadion Srbská            | Brno               | FC Zbrojovka Brno                  | 10 785            | 10 785           |
| 8.     | Stadion u Nisy                              | Liberec            | FC Slovan Liberec                  | 9 900             | 9 900            |
| 9.     | Malšovická aréna                            | Hradec Králové     | FC Hradec Králové                  | 9 300             | 9 300            |
| 10.    | Na Litavce                                  | Příbram            | 1. FK Příbram                      | 9 100             | 9 100            |
| 11.    | Na Julisce                                  | Praha              | FK Dukla Praha                     | 8 150             | 8 150            |
| 12.    | Městský fotbalový stadion Miroslava Valenty | Uherské Hradiště   | 1. FC Slovácko                     | 8 000             | 8 000            |
| 13.    | Stadion v Městských sadech                  | Opava              | Slezský FC Opava                   | 7 547             | 7 547            |
| 14.    | Fotbalový stadion Josefa Masopusta          | Most               | FK Baník Souš                      | 7 500             | 7 500            |
| 15.    | Fotbalový stadion Střelecký ostrov          | České Budějovice   | SK Dynamo České Budějovice         | 6 681             | 6 681            |
| 16.    | Letná                                       | Zlín               | FC Trinity Zlín                    | 6 375             | 6 375            |
| 17.    | Střelnice                                   | Jablonec nad Nisou | FK Baumit Jablonec                 | 6 108             | 6 108            |
| 18.    | Městský stadion                             | Mladá Boleslav     | FK Mladá Boleslav                  | 5 000             | 5 000            |
| 18.    | Ďolíček                                     | Praha              | Bohemians Praha 1905               | 5 000             | 6 300            |
| 20.    | Městský stadion Karviná                     | Karviná            | MFK Karviná                        | 4 862             | 4 862            |
| 21.    | Letní stadion                               | Chomutov           | FC Chomutov                        | 4 800             | 4 800            |
| 22.    | CFIG Arena                                  | Pardubice          | FK Pardubice                       | 4 600             | 4 600            |
| 23.    | Stadion Dukla                               | Havířov            | MFK Havířov                        | 4 500             | 7 500            |
| 23.    | Stadion v Jiráskově ulici                   | Jihlava            | FC Vysočina Jihlava                | 4 500             | 4 500            |
| 25.    | Stadion Františka Kloze                     | Kladno             | SK Kladno                          | 4 000             | 4 000            |
| 25.    | Městský stadion Ústí nad Labem              | Ústí nad Labem     | FK Ústí nad Labem                  | 4 000             | 4 000            |
| 27.    | Stadion Za Místním nádražím                 | Prostějov          | 1. SK Prostějov, TJ Haná Prostějov | 3 500             | 3 500            |
| 27.    | Sportovní areál Na Chvalech                 | Praha              | SC Xaverov Horní Počernice         | 3 500             | 3 500            |
| 29.    | Stadion FK Viktoria Žižkov                  | Praha              | FK Viktoria Žižkov                 | 3 327             | 5 334            |
| 30.    | U Konopiště                                 | Benešov            | SK Benešov                         | 3 000             | 8 300            |
| 30.    | Stadion Pod Vinicí                          | Pardubice          | FK Pardubice                       | 3 000             | 3 000            |
| 32.    | Stadion FC Dolní Benešov                    | Dolní Benešov      | FC Dolní Benešov                   | 2 950             | 5 000            |
| 33.    | Stadion FK Holice                           | Olomouc            | 1. HFK Olomouc                     | 2 900             | 2 900            |
| 34.    | Městský stadion v Horním parku              | Znojmo             | 1. SC Znojmo                       | 2 599             | 2 599            |
| 35.    | Městský stadion Třinec                      | Třinec             | FK Třinec                          | 2 500             | 9 060            |
| 36.    | Stadion Stovky                              | Frýdek-Místek      | MFK Frýdek-Místek                  | 2 400             | 12 400           |
| 37.    | Stadion FK Chmel Blšany                     | Blšany             | FK Chmel Blšany                    | 2 300             | 2 300            |
| 38.    | Stadion Rudolfa Labaje                      | Třinec             | FK Třinec                          | 2 200             | 2 200            |
| 39.    | Stadion SK Líšeň                            | Brno               | SK Líšeň                           | 2 000             | 2 000            |
| 40.    | Stadion Lokomotiva                          | Cheb               | FK Hvězda Cheb                     | 1 600             | 15 000           |
| 41.    | Sportovní areál Soukeník                    | Sezimovo Ústí      | FC Silon Táborsko                  | 1 550             | 1 550            |
| 42.    | Stadion na Plynárně                         | Praha              | FK Loko Vltavín                    | 1 500             | 3 000            |
| 43.    | Městský stadion Lumíra Kota                 | Hlučín             | FC Hlučín                          | 1 280             | 2 380            |
| 44.    | Stadion Jožky Silného                       | Kroměříž           | SK Hanácká Slavia Kroměříž         | 1 115             | 1 528            |
| 45.    | Stadion SK Prosek                           | Praha              | FK Bohemians Praha                 | 1 000             | 2 600            |
| 46.    | Fotbalový stadion v Letohradě               | Letohrad           | FK Letohrad                        | 950               | 3 000            |
| 47.    | Městský fotbalový stadion v Kotlině         | Varnsdorf          | FK Varnsdorf                       | 900               | 5 000            |
| 48.    | Stadion v Kollárově ulici                   | Vlašim             | FC Sellier & Bellot Vlašim         | 800               | 1 200            |
| 49.    | Stadion FK Baník Sokolov                    | Sokolov            | FK Baník Sokolov                   | 770               | 5 000            |
| 50.    | Stadion pod Hrádkem                         | Čáslav             | FK Čáslav                          | 575               | 2 575            |
| 51.    | Stadion FCT Kvapilova                       | Tábor              | FC SILON Táborsko                  | 530               | 1 350            |
| 52.    | Stadion Kolín                               | Kolín              | FK Kolín                           | 500               | 2 000            |
| 53.    | Bazaly                                      | Ostrava            | FAČR MSK                           | 450               | —                |
| 54.    | Fotbalový stadion Studénka                  | Studénka           | Fotbal Studénka                    | 350               | 5 000            |
| 55.    | Městský stadion Děčín                       | Děčín              | FK Junior Děčín                    | 350               | 3 000            |
| 56.    | Stadion na Bělé                             | Jablunkov          | 1. FK Spartak Jablunkov            | 300               | –                |
| 57.    | Stadion FK Slavoj Vyšehrad                  | Praha              | FK Slavoj Vyšehrad                 | 100               | 2 500            |

## Bývalé (v současnosti nevyužívané) stadiony
| Pořadí | Název stadionu           | Město          | Mužstvo                           | Kapacita |
| ------ | ------------------------ | -------------- | --------------------------------- | -------- |
| 1      | Velký strahovský stadion | Praha          | žádné – dříve spartakiáda         | 250 000  |
| 2      | Za Lužánkami             | Brno           | žádné – dříve FC Boby Brno        | 50 000   |
| 3      | Evžena Rošického         | Praha          | žádné – dříve AC Sparta Praha "B" | 19 032   |
| 4      | Všesportovní Stadion     | Hradec Hrálové | žádné – dříve FC Hradec Králové   | 25 000   |